# Néa Tírins
Néa Tírins (Nea Tiryntha) är en ort i Grekland.   Den ligger i prefekturen Nomós Argolídos och regionen Peloponnesos, i den södra delen av landet, 90 km sydväst om huvudstaden Aten. Néa Tírins ligger 30 meter över havet och antalet invånare är 1 186.
Terrängen runt Néa Tírins är kuperad österut, men västerut är den platt. En vik av havet är nära Néa Tírins åt sydväst. Runt Néa Tírins är det tätbefolkat, med 257 invånare per kvadratkilometer. Närmaste större samhälle är Nafplion, 4,6 km söder om Néa Tírins. Trakten runt Néa Tírins består till största delen av jordbruksmark.